# Cranichis candida
Cranichis candida là một loài thực vật có hoa trong họ Lan. Loài này được (Barb.Rodr.) Cogn. mô tả khoa học đầu tiên năm 1895.

## Hình ảnh

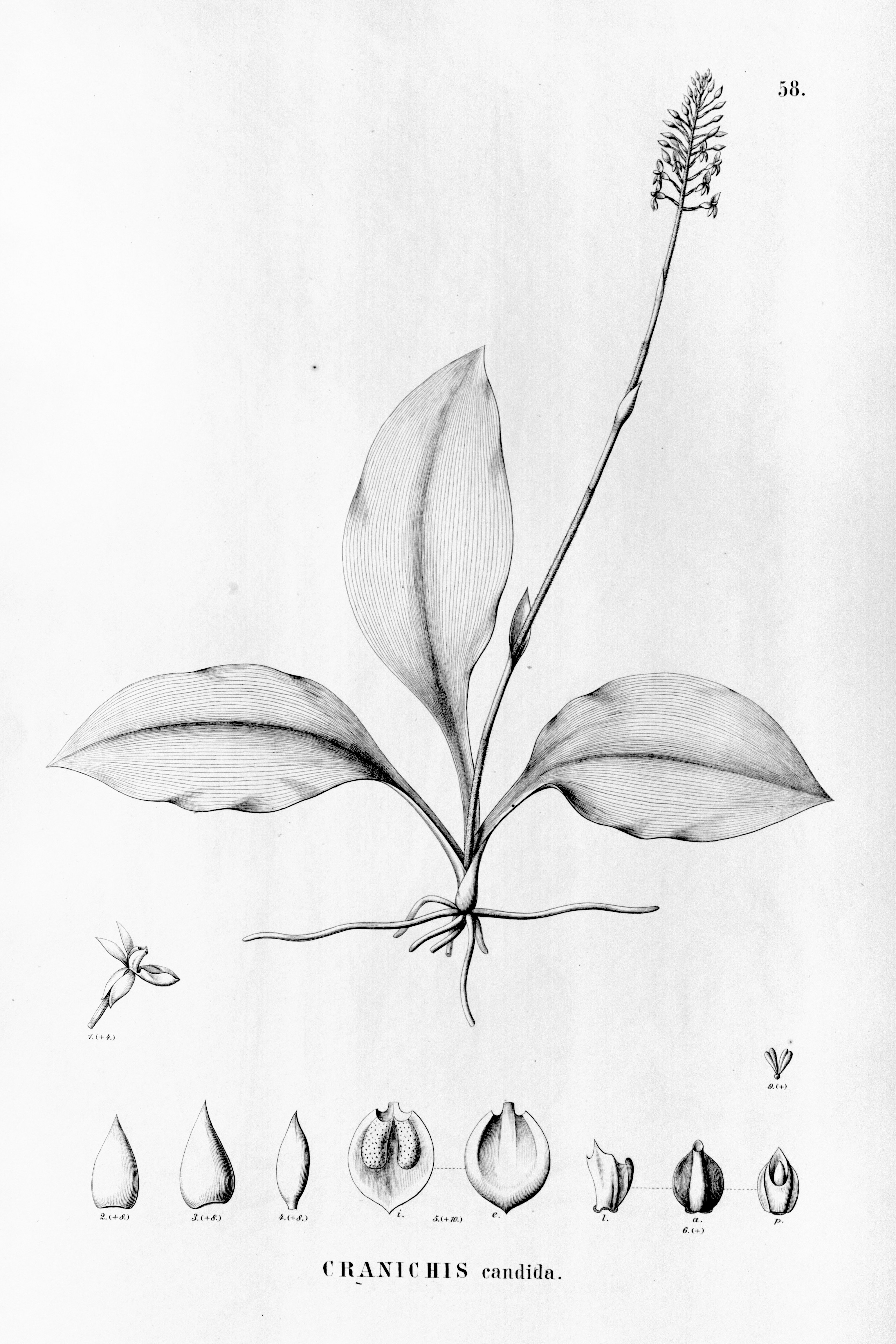